# Edmund Wilson
Edmund Wilson (Red Bank, 8 maggio 1895 – Talcottville, 12 giugno 1972) è stato un critico letterario, giornalista, scrittore e poeta statunitense.

## Biografia
Figlio di un celebre avvocato delle ferrovie, dopo aver terminato gli studi a Princeton, dove fu amico di Francis Scott Fitzgerald e curò la rivista giovanile "Nassau Literary Magazine", lavorò come critico per i settimanali "Vanity Fair" e "The New Republic" (di cui fu redattore) e sul "The New Yorker" (sulle cui pagine per un lungo periodo scrisse regolarmente critiche di libri) e meno frequentemente su "The New York Review of Books". Nel 1931 pubblicò il suo primo libro critico, Axel's Castle (Il castello di Axel), uno studio su W. B. Yeats, Paul Valéry, T. S. Eliot, Marcel Proust, James Joyce e Gertrude Stein.
Altri lavori di importanza critica sono The Triple Thinkers (1938, dove tra gli altri si occupa di Puškin, Gustave Flaubert, George Bernard Shaw e Ben Jonson), To the Finland Station (1940, dove si avvicina prudentemente al marxismo), The Wound and the Bow (1941, ispirato a temi freudiani, con una rivalutazione di Charles Dickens e articoli tra gli altri su Rudyard Kipling, Giacomo Casanova, Edith Wharton e Ernest Hemingway), The Shock of Recognition (1943) e Patriotic Gore (1962), antologie di articoli centrati su scrittori prevalentemente americani, ma anche europei e russi, con qualche attenzione ai margini (come la letteratura haitiana e canadese) e all'oscuro e antico (come gli Esseni e i Manoscritti del Mar Morto).
Wilson è anche ricordato per le feroci stroncature nei confronti di autori famosi quali Arthur Conan Doyle (nell'articolo Mr Holmes, they were the footprints of a gigantic hound, citazione dal romanzo Il mastino dei Baskerville, Wilson sostiene di utilizzare la lettura delle avventure di Sherlock Holmes come sonnifero), Agatha Christie (un suo celebre articolo, poi in Classics and Commercials, si intitola A chi importa chi ha ucciso Roger Ackroyd?, con ironico riferimento a L'assassinio di Roger Ackroyd), J. R. R. Tolkien (nella recensione intitolata Oo, those awful Orcs!, ovvero Oh, quegli orribili Orchi!, Wilson attribuisce il successo de Il Signore degli Anelli alla passione di molti lettori per la "spazzatura bambinesca") e Howard Phillips Lovecraft (il cui romanzo breve L'ombra venuta dal tempo è oggetto di una impietosa disamina in Tales of the Marvellous and the Ridiculous, ovvero Racconti del meraviglioso e del ridicolo).
Con la sua ricerca su "idee e immaginazioni degli esseri umani nelle condizioni che hanno contribuito alla loro formazione" (come dice nella dedica di Axel's Castle) influenzò forse meno gli scrittori e più altri critici (in particolare chi si è occupato di Henry James, Edith Wharton, John Dos Passos e Charles Dickens) e in misura maggiore gli editori, promuovendo per esempio una collana di classici americani simile a quella francese della "Bibliothèque de la Pléiade". Nel 1982, dieci anni dopo la sua morte, è stata aperta infatti la serie "Library of America" su sue indicazioni, una collana che ospita anche due volumi di suoi scritti (entrambi usciti nel 2007).
Si sposò quattro volte. Morì a 77 anni, nella casa in cui è ambientato Upstate: Records and Recollections of Northern New York (uscito l'anno precedente). Dopo la morte ne scrissero favorevolmente Lionel Trilling con altri e cominciò la raccolta di inediti e postumi.

## Opere
- Poets, Farewell! (1929, poesie)
- Axels Castle: A Study in the Imaginative Literature of 1870-1930 (1931), trad. Marisa e Luciana Bulgheroni, Il Castello di Axel: studio sugli sviluppi del simbolismo tra il 1870 e il 1930, Il Saggiatore, Milano 1965; SE, Milano 1988 e 1996
- The Triple Thinkers: Twelve Essays on Literary Subjects (1938 e 1948), trad. Luciana Bulgheroni Spallino, Il pensiero multiplo, Garzanti, Milano 1976; poi in Il cronista letterario, a cura di Grazia Cherchi, ivi 1992
- To the Finland Station: A Study in the Writing and Acting of History (1940), trad. Alberto Tedeschi, Biografia di un'idea, Rizzoli, Milano 1949; come Fino alla stazione di Finlandia: interpreti e artefici della storia, Opere nuove, Roma 1960; come Stazione Finlandia, Rizzoli, Milano 1971 e 1997
- The Wound and the Bow: Seven Studies in Literature (1941), trad. Nemi D'Agostino, La ferita e l'arco: sette studi di letteratura, Garzanti, Milano 1956, 1973 e 1991
- The Shock of Recognition: The Development of Literature in the U.S. Recorded by the Men Who Made It (a cura di), 2 voll.: I. The Nineteenth Century, II. The Twentieth Century (1943)
- Memoirs of Hecate County (1946, racconti), trad. Franco Salvatorelli e Luciana Spallino Bulgheroni, Memorie della contea di Ecate, introduzione di Francesca Sanvitale, Mondadori, Milano 1970
- Classics and Commercials: A Literary Chronicle of the Forties (1950)
- The Shores of Light: A Literary Chronicle of the Twenties and Thirties (1953)
- Saggi letterari, 1920-1950, a cura di Giovanni Giudici, Garzanti, Milano 1967 (antologia dai due precedenti)
- Five Plays (1954, teatro)
- The Scrolls from the Dead Sea (1955), trad. Bruno Tasso, I manoscritti del Mar Morto, Einaudi, Torino 1958
- Red, Black, Blond and Olive: Studies in Four Civilizations: Zuni - Hainti - Soviet Russia - Israel (1956)
- A Piece of My Mind: Reflections at Sixty (1956, memorie)
- Turgheniev and the Life-giving Drop (1958), trad. di Nina Ruffini, Turgenev, Il Saggiatore, Milano 1961
- The American Earthquake: A Documentary of the Twenties and Thirties (1958)
- Apologies of the Iroquois (1960), trad. di Marisa e Luciana Bulgheroni, Dovuto agli irochesi, Il Saggiatore, Milano 1962
- I thought of Daisy (1960, narrativa)
- Patriotic Gore: Studies in the Literature of the American Civil War (Sangue patriottico, 1962, sulla Guerra di secessione americana)
- Night Thoughts (1962)
- The Cold War and the Income Tax: A Protest (1964)
- The Bit Between My Teeth: A Literary Chronicle of 1950-1965 (1965)
- Europe without Baedeker: Sketches among the Ruins of Italy, Greece and England, with Notes from a European Diary: 1963-64 (1967)
- A Prelude: Landscapes, Characters and Conversations from the Earlier Years of My Life (1967, memorie)
- Upstate: Records and Recollections of Northern New York (1971, memorie)
- A Window on Russia, for the use of foreign readers (1972)
- The Twenties: From Notebooks and Diaries of the Period, a cura di Leon Edel (1975)
- Letters on Literature and Politics, 1912-1972, a cura di Elena Wilson (1977)
- The Thirties: From Notebooks and Diaries of the Period, a cura di Leon Edel (1980)
- The Forties: From Notebooks and Diaries of the Period, a cura di Leon Edel (1983)
- The Fifties: From Notebooks and Diaries of the Period, a cura di Leon Edel (1986)
- The Sixties: The Last Journal 1960-1972, a cura di Lewis M. Dabney (1993)
- Dear Bunny, Dear Volodya: The Nabokov-Wilson Letters, 1940-1971, a cura di Simon Karlinsky (1979 e 2001)
- Edmund Wilson: The Man in Letters, a cura di Janet Groth e David Castronovo (1992)
- Literary Essays and Reviews of the 1920s & 30s: The Shores of Light / Axel's Castle / Uncollected Reviews, a cura di Lewis M. Dabney (Library of America, 2007)
- Literary Essays and Reviews of the 1930s & 40s: The Triple Thinkers, The Wound and the Bow, Classics and Commercials, Uncollected Reviews, a cura di Lewis M. Dabney (Library of America, 2007)

### Saggi su riviste
- Why Do People Read Detective Stories?,The New Yorker, 7 ottobre 1944